# Aeroportul Baton Rouge Metropolitan
Aeroportul Baton Rouge Metropolitan (IATA: BTR, ICAO: KBTR, FAA LID: BTR) este un aeroport din Louisiana, Statele Unite ale Americii ce deservește zona Baton Rouge. Aeroportul a fost tranzitat în 2019 de 799.182 de pasageri. A fost deschis în 1942 și numit după zona deservită.
Situat la o altitudine de 21 m, aeroportul dispune de 3 piste.

## Infrastructură

### Piste
Aeroportul dispune de 3 piste: 
- pista 04L/22R din beton, cu dimensiunile 7.500 picioare × 150 picioare
- pista 04R/22L din asfalt, cu dimensiunile 3.799 picioare × 75 picioare
- pista 13/31 din asfalt, cu dimensiunile 7.005 picioare × 150 picioare